# Димот
Димот (около 1060, Бавария — предп. 1130, Вессобрунн, Баварский округ) — отшельница в аббатстве Вессобрунн в Верхней Баварии, Германия. С 1075 по 1130 годы она успела поработать с 45 рукописями. Её имя происходит от средневерхненемецкого слова, означающего «смирение» или «скромность»).

## Жизнь и творчество
Мало что известно о личной жизни Димот. Большая часть доступной информации основана на биографе XVI века. Многое из этого следует считать приукрашенной легендой, а не фактом. По традиционной версии, она родилась в знатной баварской или швабской семье и ещё ребёнком поступила в бенедиктинский женский монастырь, связанный с бенедиктинским монастырем Вессобрунн. Это почти наверняка неправда, поскольку монастырь Вессобрунн был исключительно мужским, по крайней мере до 1100 года. Монахи не взяли бы на себя обязательство обучать одну-единственную молодую девушку. Таким образом, гораздо более вероятно, что Димот поступила в монастырь Вессобрунн уже взрослой. Её искусный почерк свидетельствует о профессиональной подготовке, так что вполне вероятно, что Димот приехала в Вессобрунн после сложившейся карьеры профессионального писца. Её знание латыни указывает на то, что она получила образование в духовном институте, вероятно, в двойном монастыре где-то в Германии.
Димот закрылась в камере, примыкающей к церкви, где она провела остаток своей жизни в молитвах и переписывании ценных книг. За исключительно красивый почерк её называли «красивым писцом». Она скопировала около сорока пяти томов, из которых наиболее важными являются: Библия, Моралии и другие произведения святого Григория Великого, семь произведений святого Августина, четыре — святого Иеронима, два — Оригена и около пятнадцати богослужебных произведений.
Димот была близкой подругой блаженной Герлуки, с которой они обменивались многочисленными письмами, пока последняя была затворницей в соседнем монастыре Эпфах. Письма долгое время хранились в монастыре Бернрид, где Герлука провела последние годы своей жизни, но они, к несчастью, были утеряны вследствие действий шведских войск во время Тридцатилетней войны. Несколько рукописей Димот до сих пор хранятся в Bayerische Staatsbibliothek в Мюнхене, куда они были вывезены после секуляризации Вессобрунна в 1803 году.
Димот была похоронена в базилике Богоматери в Вессобрунне, рядом с телами аббата Тьенто и шести его товарищей, которые приняли мученическую смерть от рук венгров в 955 году. В 1709 году её останки были перенесены в монастырскую церковь Святого Петра. Иногда её называют «блаженной», хотя она никогда не была объектом общественного почитания и никогда официально не была причислена к лику блаженных.